# Sole ingannatore
Sole ingannatore (in russo Утомлённые солнцем?, Utomlënnye solncem) è un film del 1994 diretto da Nikita Michalkov, vincitore del Grand Prix Speciale della Giuria al 47º Festival di Cannes e dell'Oscar al miglior film straniero.
Il titolo del film ha anche una didascalia, ossia un film per quelli che sono stati bruciati dal sole della Rivoluzione.

## Trama
Il film è ambientato a metà degli anni trenta, poco prima delle grandi purghe staliniane, quando milioni di persone nell'allora Unione Sovietica venivano represse e private di ogni loro più elementare diritto di libertà ed etichettate come "nemici del popolo" durante una campagna scatenata da un improvviso giro di vite esercitato dal regime di Stalin. Il colonnello Sergej Kotov, un eroe militare della Rivoluzione bolscevica, si trova in campagna, trascorrendo un lungo periodo nella dolce vita della sua dacia (tradizionale mansione rustica russa), assieme alla sua giovane ed incantevole moglie Marusja, dalla loro figlia di sei anni Nadja e da numerosi componenti della famiglia ed amici.
Il colonnello Kotov, rilassato e pieno di buon umore in questo suo parziale pre-pensionamento, è molto temuto da quelli che lo circondano. È anche molto patriottico e devoto alla causa Sovietica; oltre ad avere sempre con sé una fotografia di sé stesso con il dittatore sovietico Iosif Stalin, Kotov, mentre compassatamente rema su una barchetta assieme a sua figlia, osserva che l'ascesa del potere dei Soviet porterà poi all'instaurarsi di un totalitarismo.
In questo idilliaco scenario irrompe Dmitrij, un giovane che era stato innamorato di Marusja un decennio prima, per poi sparire in circostanze misteriose. Dmitrij adesso lavora per la polizia segreta di Stalin, la famigerata NKVD, e ben presto diventa evidente che anche se è una persona di natura amichevole e scherzosa, è tornato con una missione da compiere codificata da una ben precisa agenda. Ha ordini segreti di arrestare il marito di Marusja, accusandolo di spionaggio in favore dei tedeschi sin dal 1920 e dei giapponesi sin dal 1923. In qualche modo questa è una sua vendetta, dal momento che la ragione per la quale aveva dovuto lasciare la sua fidanzata Marusja era stata proprio perché lo stesso Kotov, suo superiore, lo aveva spedito all'estero in missione (Dmitrij era ben qualificato all'impegno, dal momento che parlava alcune lingue).
In seguito il colonnello Kotov viene portato via a bordo di un'automobile nera; nonostante le minacce di Kotov di effettuare lui stesso una telefonata a Stalin, Kotov viene picchiato violentemente ed un involontario testimone dei fatti viene ucciso, mentre Dmitrij fa il gesto di saluto ad un enorme ritratto di Stalin portato in volo da un pallone. Successivamente lo stesso Kotov verrà giustiziato, in seguito a questo, Dmitrij, in preda al rimorso - come rivela l'ultima scena del film - si suicida. Una didascalia finale informa che Marusja, Anna ed altri familiari saranno arrestati ed internati in un gulag; Marusja vi perderà la vita, Nadja ne uscirà duramente provata.

## Origine del titolo
Il titolo del film deriva da quello di una canzone popolare degli anni trenta, composta da Jerzy Petersburski. La versione utilizzata nel film è cantata da Pavel Michajlov, registrata nel 1937.
È spesso presente in vari punti del film un misterioso globo di luce; il film dichiara che è dedicato a quelli che sono stati "bruciati dal sole" della Rivoluzione.

## Produzione
Il suo costo di produzione è stato calcolato attorno ai 2.800.000 dollari.

## Riconoscimenti
- 1994 - Festival di Cannes
  - Grand Prix Speciale della Giuria
  - Premio della giuria ecumenica
- 1995 - Premio Oscar
  - Miglior film straniero